# Phare de Gatteville
Le phare de Gatteville ou phare de Gatteville-Barfleur est situé à la pointe de Barfleur sur le territoire de la commune française de Gatteville-le-Phare, dans le département de la Manche, en région Normandie.
Le phare, qui signale les forts courants du raz de Barfleur, et le sémaphore sont protégés partiellement aux monuments historiques.

## Localisation
Le phare est situé à la pointe de Barfleur, sur la commune de Gatteville-le-Phare, dans le département français de la Manche. Il est relié à la terre ferme par une jetée en granit. Les courants forts au large de la pointe, et les nombreux naufrages, dont le plus célèbre est sans doute celui de la Blanche-Nef, ont rendu indispensable l'édification d'un phare.
C'est le deuxième plus grand phare de France, après celui de l'île Vierge. Il se situe aux antipodes exactes des îles des Antipodes.

## Historique

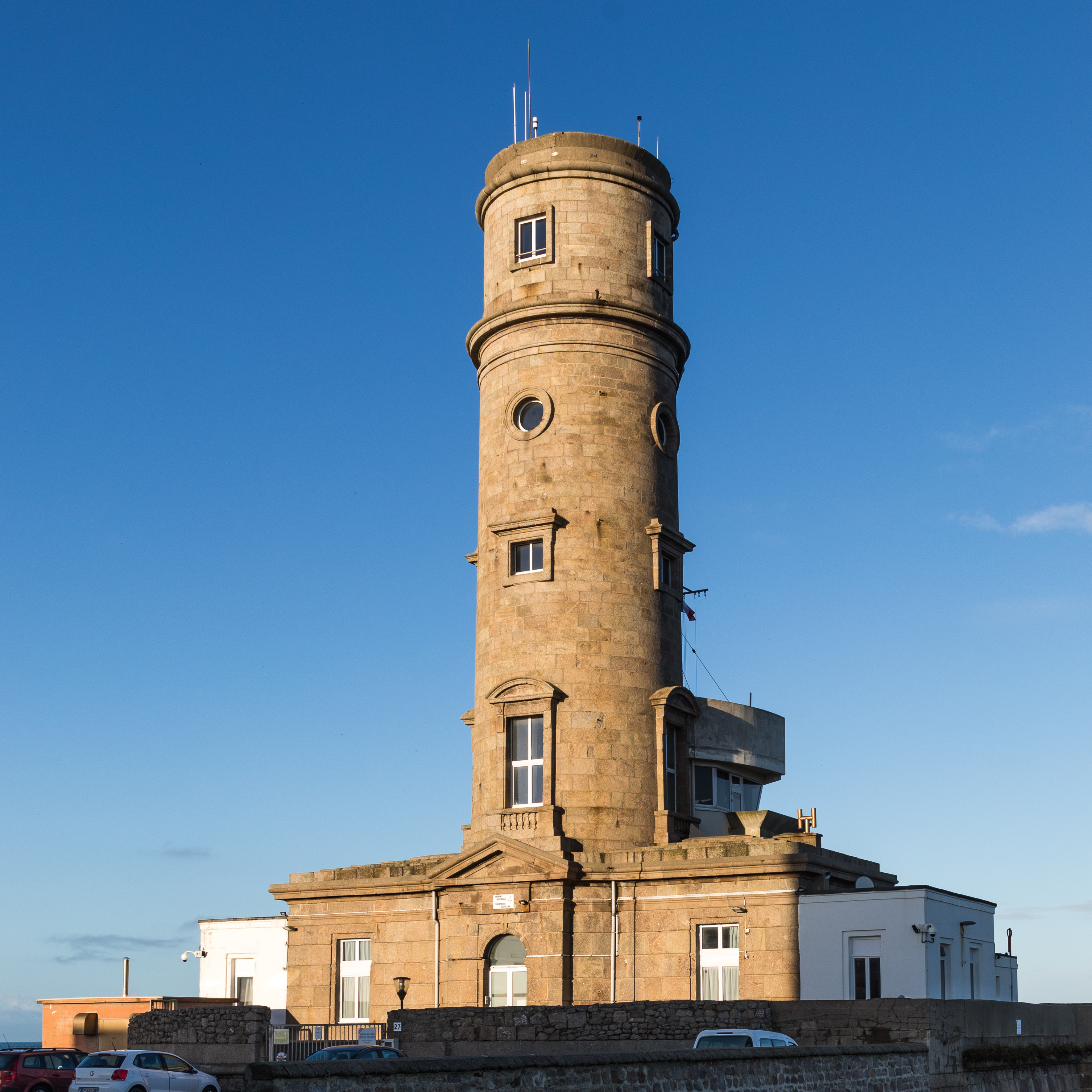
L'ancien phare devenu sémaphore.

Pour Vauban (1633-1707), il était nécessaire d'ériger à la pointe de Barfleur un phare : « ce cap et celuy de la Hague sont l'horreur des gens de mer par la quantité de vaisseaux qui s'y perdent pendant la nuit tous les ans, faute de feux pour les redresser ».
En 1774, la Chambre de commerce de Rouen décide de faire construire un phare en granit, de 25 mètres, par l'entrepreneur et architecte parisien, venu s'installer à Cherbourg, Jacques-Martin Maurice. Sa construction avait été autorisée par un arrêt du Conseil d'État. Le phare, d'architecture classique, avec frontons, bandeaux et corniches décorant la tour et les ouvertures, est allumé pour la première fois le 1er novembre 1775.
À son sommet, un feu de bois et de charbon brûlait continuellement. Le charbon, issu des houillères de Littry, était approvisionné à dos d'homme et laissait peu de repos aux gardiens. En 1775, on érige une lanterne avec des vitres sur le brasero avec l'inconvénient que ces dernières devenaient vite noires réduisant la performance du phare.
En 1780 le feu à charbon est remplacé par un système de réverbères constitué de 16 lampes à huile dans une lanterne vitrée. En 1860, on rehausse la tour de deux mètres au moment de sa transformation en sémaphore.
Ce phare étant trop petit pour recevoir les lentilles modernes, et trop faible pour pouvoir être exhaussé de 32 mètres, on décide en 1825 d'ériger une nouvelle tour dont le feux pourrait être visible à 27 milles nautiques. L'architecte et ingénieur des ponts et chaussées Charles-Félix Morice de la Rue (1800-1880), sous le règne de Charles X, qui dessinera ensuite le phare de la Hague, conçoit les plans du plus haut phare de l'époque (dépassé depuis par le phare de l'Île Vierge). La pose de la pierre centrale a lieu le 14 juin 1829 et les travaux s'étalent jusqu'en 1835. Le 1er avril 1835, il est mis en service.
Son fonctionnement nécessite jusqu'à six gardiens qui doivent être mariés, représentant six familles soit 27 personnes auxquelles il faut ajouter les gardiens du sémaphore, soit une quarantaine de personnes qui vivait sur place. Il est électrifié en 1893. Son automatisation en 1984, ne nécessite plus qu'une seule personne pour surveiller les appareils électroniques.
Le phare est de nos jours équipé d'une double optique, la seconde étant utilisée par temps de brouillard afin d'en augmenter la puissance. La lentille diffuse quatre faisceaux lumineux portant à 60 kilomètres.
En 2001, l'ancienne tour, louée puis rachetée par la Marine afin d'être aménagée en sémaphore, est pourvue d'une nouvelle chambre panoramique bâtie à ses pieds, et dans laquelle neuf guetteurs se relayent, jour et nuit, afin d'assurer la surveillance de la circulation maritime au nord-est du Cotentin.

## Description
Le phare de Gatteville, construit par l'architecte Charles-Félix Morice de la Rue, avec 11 000 blocs en granit rose de Fermanville, pesant au total 7 400 tonnes, est une haute tour cylindrique de 74,85 mètres, ce qui en fait le second plus haut phare d'Europe. Sa tour, construite au centre d'un soubassement de deux niveaux, a un diamètre à la base de 9,25 mètres et de 6 mètres à la passerelle.
Il est dit que le phare comporte autant de marches que de jours dans l'année, alors qu'il n'en compte que 349 marches, autant de fenêtres que de semaines et autant de niveaux (représentés par le nombre de fenêtres en façade) que de mois,.

## Protection aux monuments historiques
Au titre des monuments historiques :
- les façades et les toitures de l'ancien phare, sémaphore de Barfleur, ainsi que l'assiette des parcelles et la voie d'accès sont inscrites par arrêté du 11 mai 2009 ;
- le phare de Gatteville, y compris les bâtiments annexes est classé par arrêté du 19 juin 2009.

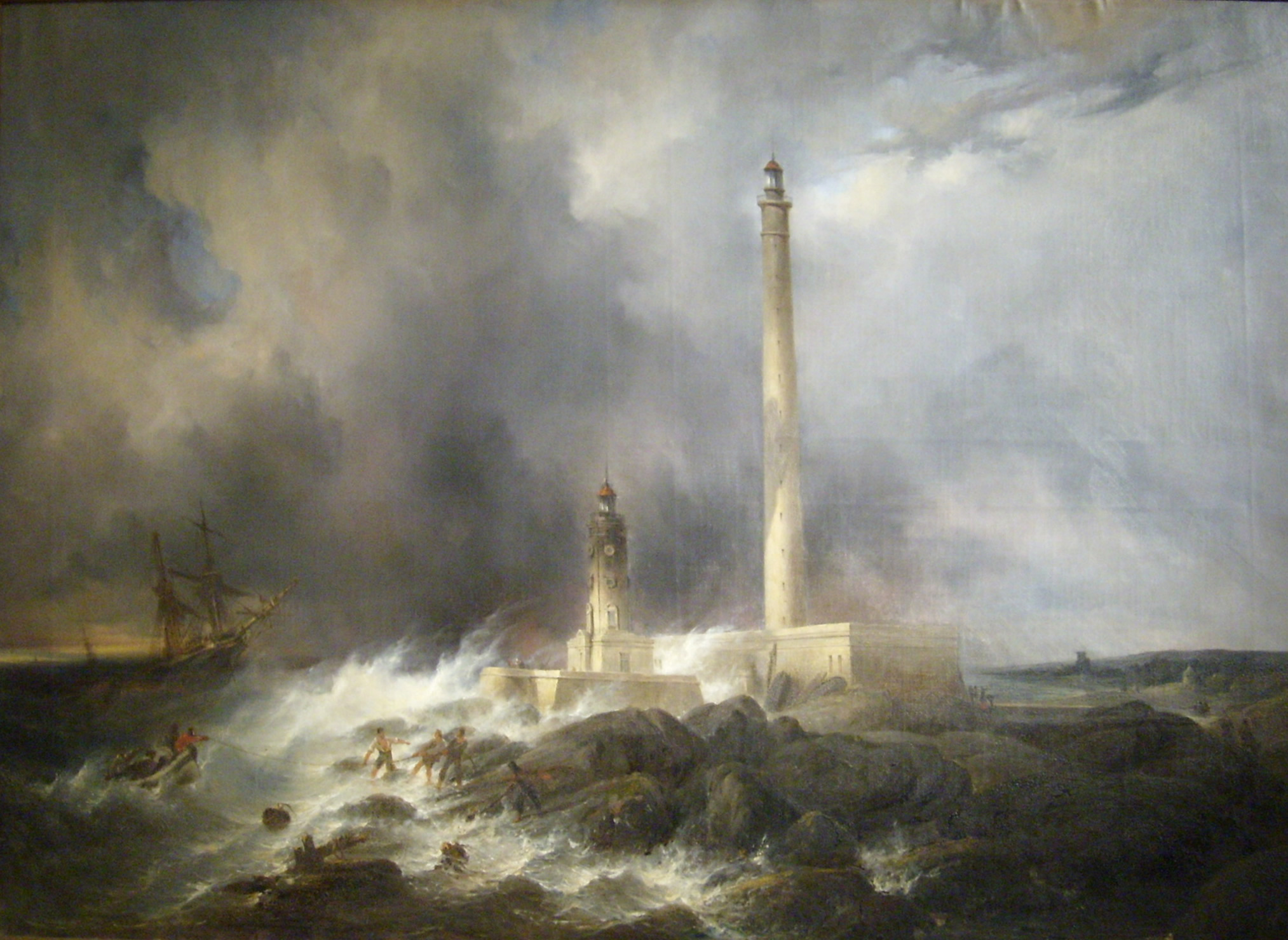
Jean-Louis Petit, Vue du phare de Gatteville (vers 1836), huile sur toile, musée Thomas-Henry.
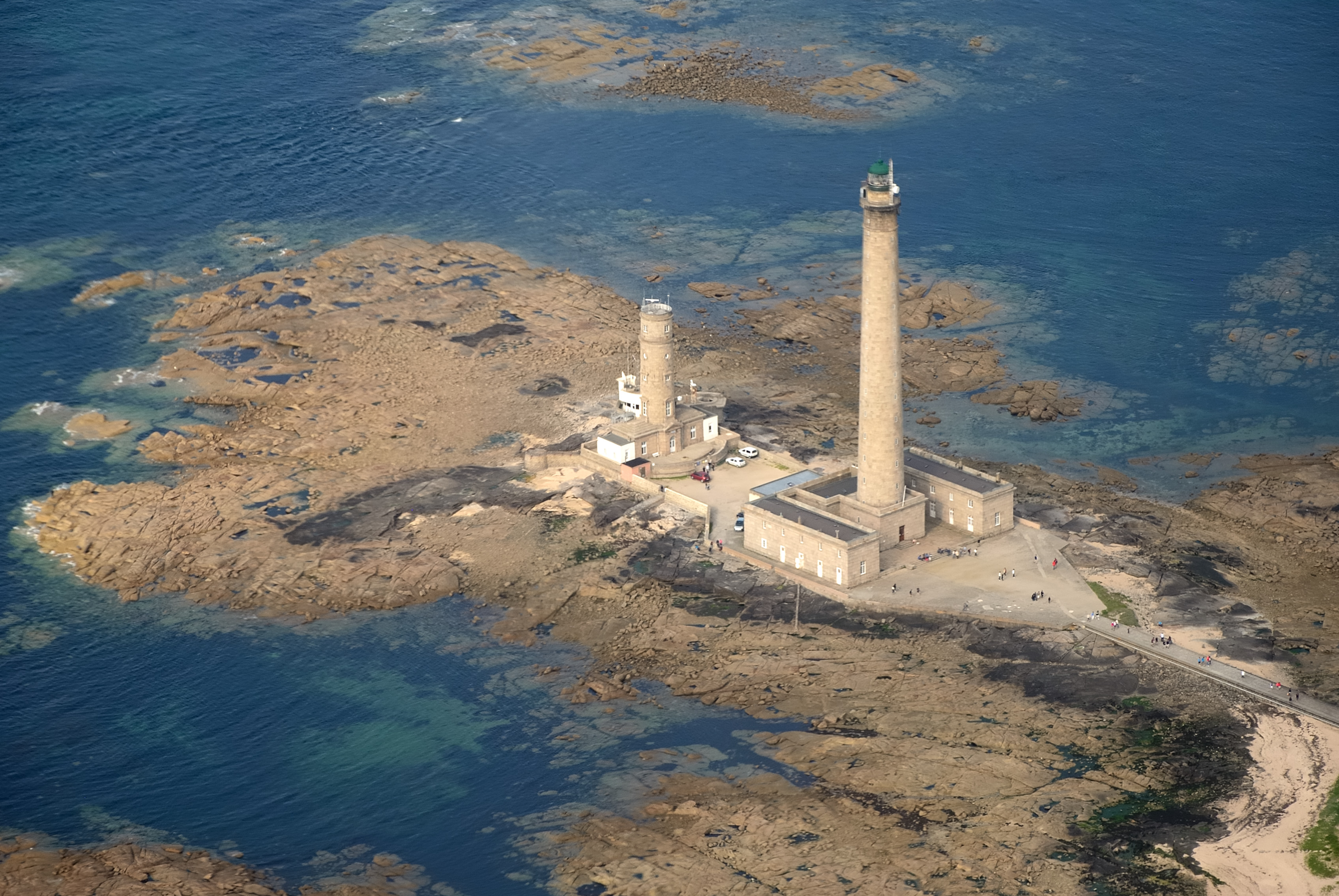
Vue aérienne du phare et du sémaphore.
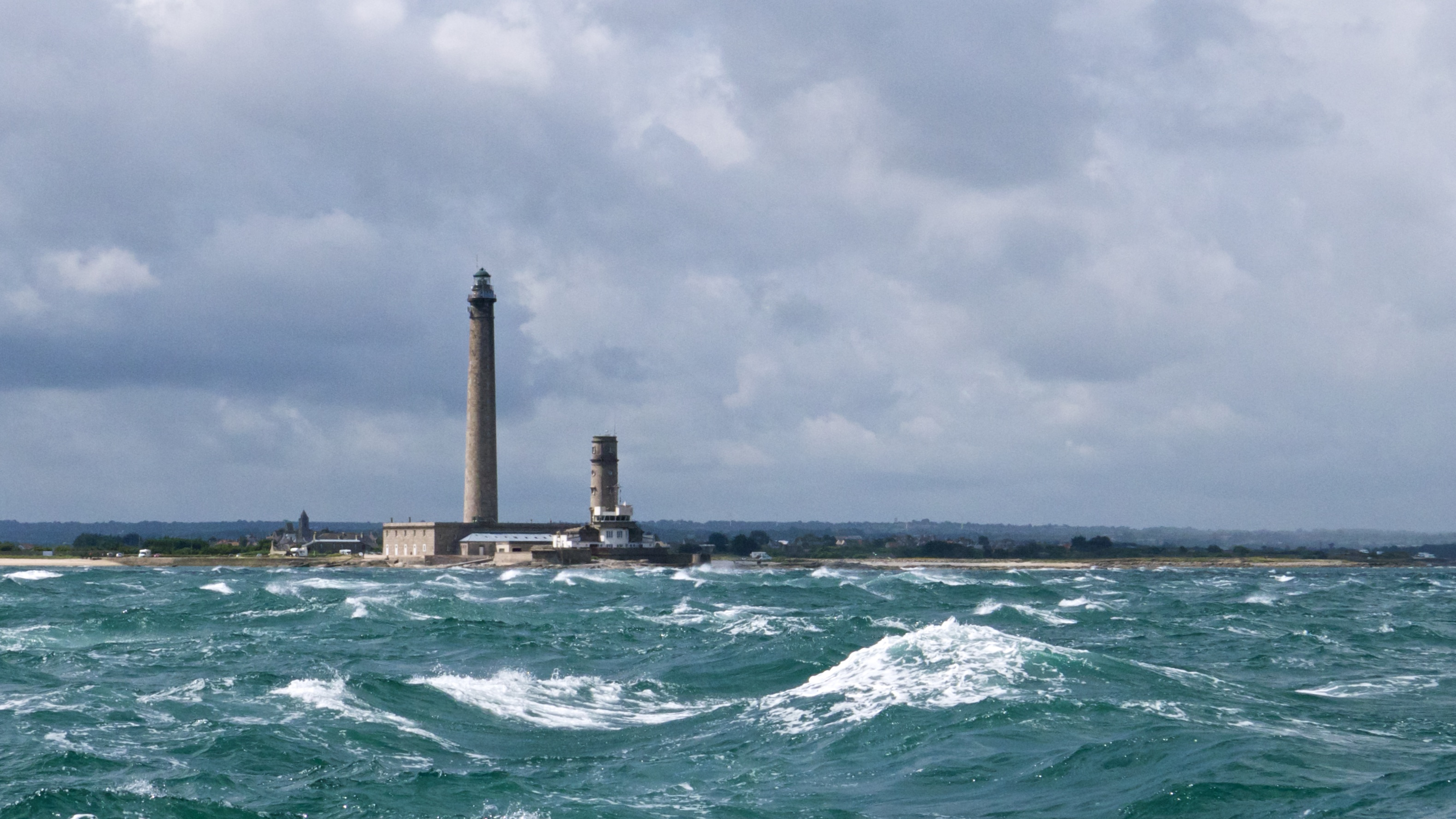
Vue du phare et du sémaphore depuis la mer.
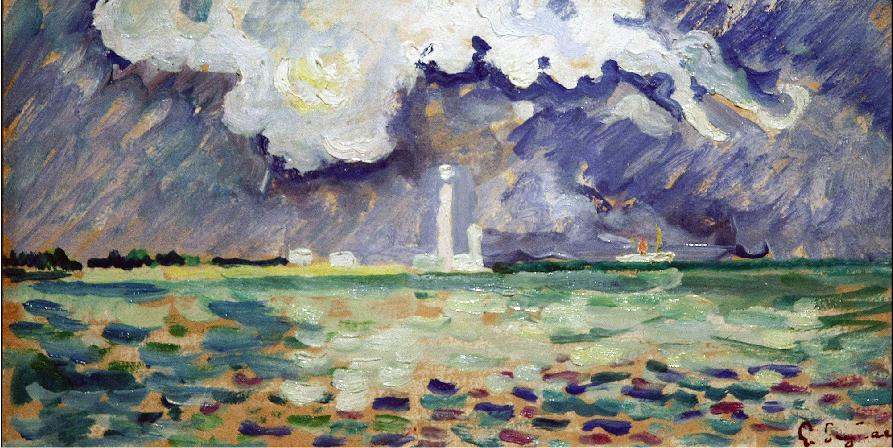
Le Phare de Gatteville, huile sur carton de Paul Signac, 1934.
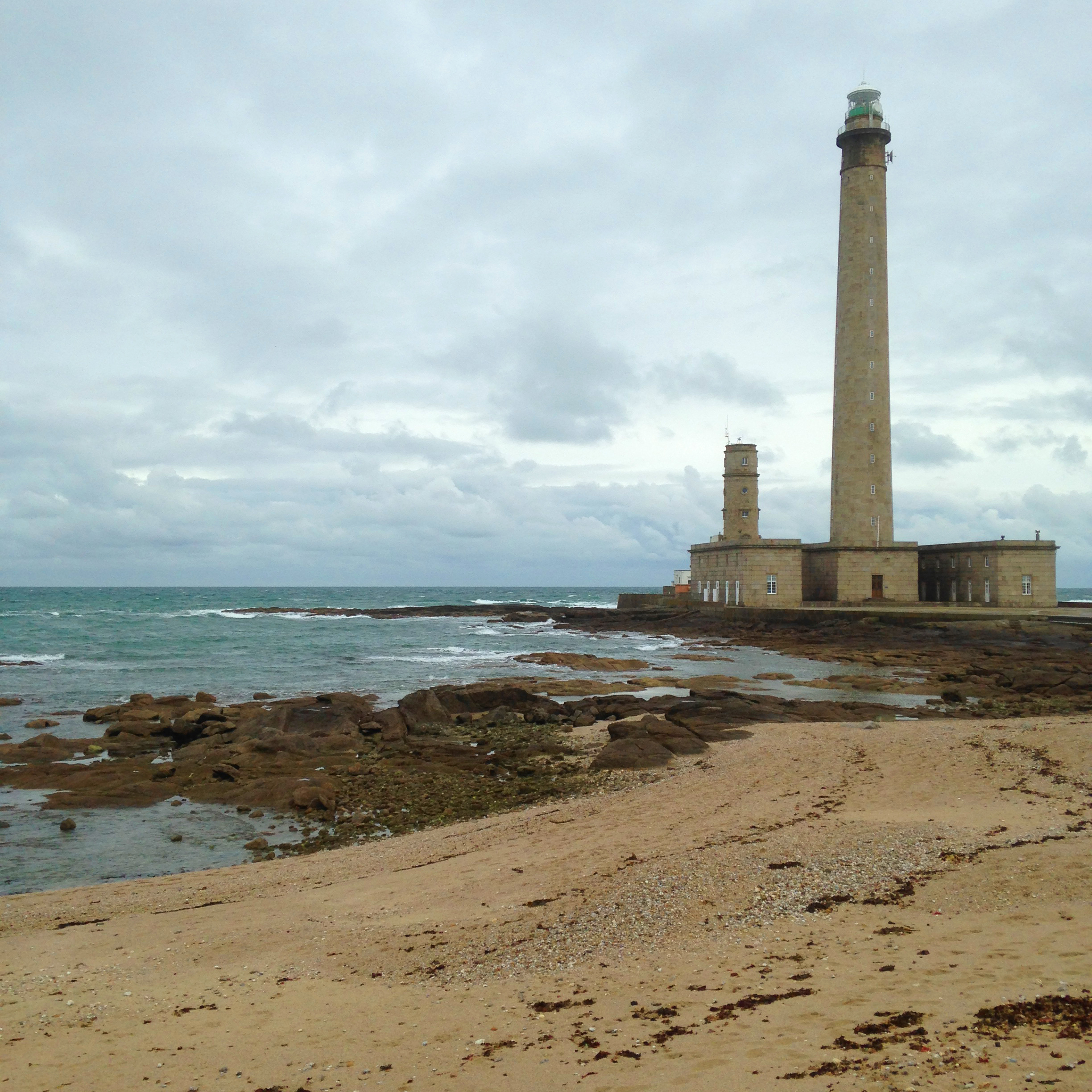
Phare et sémaphore de Gatteville en 2019.

## Visite
Ouvert en visite libre toute l'année, sauf en janvier, il reçoit entre 35 000 et 39 000 visiteurs par an. Le phare ferme par mesure de sécurité lorsque le vent dépasse force 7 (50 km/h) et par temps orageux.

## Dans la culture
En 1980, le réalisateur Jean-Jacques Beineix y tourne plusieurs scènes de Diva.